# Dun Kildonan

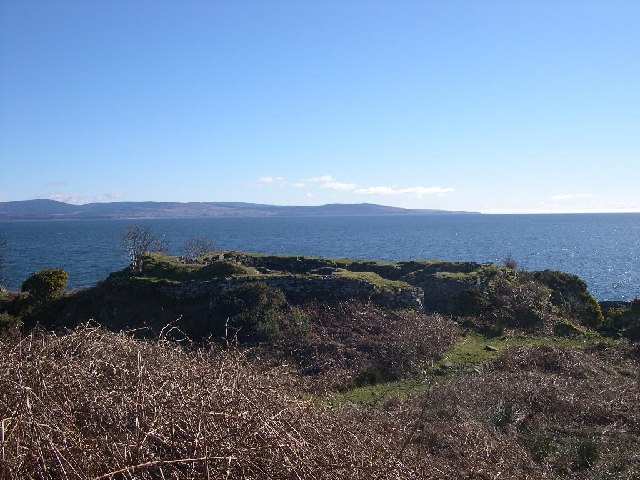
Dun Kildonan

Dun Kildonan (auch Kildonan Bay) liegt auf der Halbinsel Kintyre in Argyll and Bute in Schottland, etwa 50 m von der Ostseite der B 842 (Straße), 11,25 km von Campbeltown zwischen Campbeltown und Carradale, etwa 1,1 km südlich von Ugadale auf der Meerseite der Straße, wo es im Luftbild erkennbar ist.
Das gut erhaltene Dun ist charakteristisch für die kleinen ummauerten Befestigungen der Eisenzeit in den ersten Jahrhunderten n. Chr., bevor sich Dalriada, das Königreich der Skoten, ab 300 n. Chr. über Antrim in Nordirland und den mittleren Westen Schottlands erstreckte.
Anders als die zumeist runden Duns hat es, wie Barsalloch Fort und Castle Haven, die ebenfalls in der Region liegen, einen D-förmigen Grundriss. Das Dun misst innerhalb der außen zwei, innen einen Meter hohen und zwei Meter dicken Ringmauer etwa 19 × 13 m. Der eindrucksvolle Eingang mit der gut erkennbaren Türkonstruktion liegt im Südwesten. Die doppelte Treppe auf den Wall, innerhalb der Mauer auf der Westseite gelegen, und eine runde Wandnische im Nordosten sind intakt. In Form und Gestaltung zeigen sich einige Ansätze, wie sie zeitgleich bei den Brochs zu erkennen sind.
Die zwischen 1936 und 1938 erfolgte Ausgrabung des Dun Kildonan ergab eine genaue chronologische Abfolge. Gegenstände des 1. und 2. Jahrhunderts belegen den Bauzeitpunkt des Duns, während Objekte aus dem 6. und dem 9. bis 12. Jahrhundert oder aus späterer Zeit zeigen, dass der Platz auch ein wichtiger Fokus blieb. Die Funde befinden sich im Museum von Campbeltown.